# Шмарко, Александр Николаевич
Алекса́ндр Никола́евич Шмарко́ (род. 12 марта 1969, Майкоп, Краснодарский край, Адыгейская автономная область, РСФСР, СССР) — российский футболист, защитник, ныне тренер.

## Игровая карьера

### Клубная
Начинал выступления в союзной 2-й лиге за клуб «Локомотив» Минеральные Воды. В 1990—1991 годах играл в 1-й лиге за «Кубань» Краснодар и «Динамо» Ставрополь. Со 2-й половины 1991 — в волгоградском «Роторе». За волжский клуб играл вплоть до 1999 года. В 2000 перешёл в донецкий «Шахтёр». В 2001—2002 играл за «Ростсельмаш», в 2003—2005 за «Терек». Сезон 2006 начал в нижегородском «Спартаке», а завершал в «Спартаке» Кострома.
Всего в высшей лиге чемпионата России сыграл 248 матчей, забил 5 мячей.

### В сборной
Сыграл 2 матча в составе сборной России:
- 19 августа 1998. Товарищеский матч. Швеция — Россия 1:0. 45 мин, вышел на замену; «Ротор» Волгоград
- 23 сентября 1998. Товарищеский матч. Испания — Россия 1:0. 45 мин, вышел на замену;  68'; «Ротор» Волгоград

## Тренерская карьера
Работал помощником главного тренера юношеской сборной России (игроки 1997 года рождения).
25 октября 2016 года стало известно, что Шмарко вошёл в тренерский штаб тульского «Арсенала».
В июне 2018 года стал работать тренером по физподготовке в казахстанском клубе «Иртыш» Павлодар. Уже 9 июля контракт был расторгнут по взаимному согласию сторон. В июне 2021 года стал ассистентом Сергея Кирьякова, возглавившего клуб первенства ПФЛ «Ленинградец».

## Достижения
- Серебряный призёр чемпионата России (2): 1993, 1997
- Бронзовый призёр чемпионата России: 1996
- Серебряный призёр чемпионата Украины: 1999/2000
- Обладатель Кубка России: 2003/2004
- Победитель первой лиги СССР: 1991
- Победитель первого дивизиона России первенства России 2004
- Финалист Кубка Интертото (2): 1996
- В списках 33-х лучших футболистов чемпионата России (3): № 2 — 1997; № 3 — 1993, 1998
- Лучший левый защитник чемпионата России по оценкам газеты «Спорт-Экспресс»: 1997 (средний балл 6,00)